# 中塚皓平
中塚 皓平（なかつか こうへい、1986年5月16日 - ）は、日本のダンサー・俳優・歌手・振付家 ・演出家であり、グループDIAMOND☆DOGSのメンバーである。

## 略歴
- 3歳からモダンバレエを始める。1997年（11歳）から、コンクールで数々の賞を受賞。
- 2005年『GODSPELL』より、本格的に芸能活動を開始。以降、ショーだけではなく、ミュージカル・ストレートプレイ・ライブほか、さまざまなジャンルの作品に出演している。
- 2007年『SNOW RAINBOW』にて、DIAMOND☆DOGSへ加入。以降は、グループとしての活動だけでなく、外部公演へも多数出演。
- 2013年に、DIAMOND☆DOGSメンバー小寺利光と、演劇ユニットBad Cocktailsを結成。以降、ストレートプレイ(2人芝居)の定期公演を行う。
- 2018年には、宝塚歌劇団 雪組公演『Gato Bonito!』にて振付を手掛け、以降、宝塚歌劇団を中心に振付家としても活動。
- 所属するDIAMOND☆DOGSは、2018年7月4日をもって活動を休止し[1]、2019年7月に活動を再開した[2]。
- 2020年には、ストレートプレイ『グッバイ・エイリアン』Monkey Works Vol.4 (作：木下半太、脚色・演出：笠原哲平、2020年7月8日 - 12日、草月ホール）にて、所属グループ以外で初めて主演を務めた。
- 所属するDIAMOND☆DOGSは、2023年11月12日から再び活動休止、2025年1月に活動再開。[3]

## 人物
- 愛称は、こーへー・中ちゃん。
- 趣味は、読書・お酒。
- 好きなスポーツは、サッカー・バスケットボール。
- 好きな色は、黒・白・銀(使い古したような銀の色)。
- 好きな食べ物は、チャーハン、蕎麦。そのほか、「鮭とばにマヨネーズをつけて食べる」と語ったこともある。(DIAMOND☆DOGSウェブ番組『犬ドキッ！』)
- 苦手な食べ物は、海老・蟹・きゅうり。海老アレルギー。
- DIAMOND☆DOGSウェブ番組『犬ドキッ！』で乾杯をする時は、主にトリスハイボール缶を手にしている。
- アニメが好き。『MUSICAL コードギアス反逆のルルーシュ』に出演した際、雑誌の取材において、「もともと原作が大好きだったので、いちファンとして、新しいコードギアスの物語を作れたことがすごく嬉しかった」と語った。(Confetti 2013年9月号)
- 宝塚歌劇団が好き。公演のアフタートークショーやウェブ番組などで、たびたび話題に挙げられている。何度も出演している『Fabulous Revue Boys』では、自らを「専科」と呼称。また、宝塚OGと共演する際には、自らを「下級生」・「組子」と呼び、共演する喜びを表した。
- 宝塚OGとの共演も多く、峰さを理・こだま愛・大浦みずき・安寿ミラ・麻路さき・高嶺ふぶき・香寿たつき・姿月あさと・麻乃佳世・彩輝なお・花總まり・水夏希・壮一帆・龍真咲・朝夏まなと・明日海りおなどの元トップスターたちと共演している。
- DIAMOND☆DOGSウェブ番組『犬ドキッ！』では、MCを担当するかたわら、『中ちゃんが斬る』・『中ちゃんファッションチェック』などのコーナーもあり、イジられキャラとしてバラエティ要素も担当する。

## 受賞
- 1997年（11歳）／第30回埼玉全国舞踏コンクール モダンダンス テレビ埼玉賞
- 1998年（12歳）／第31回埼玉全国舞踏コンクール モダンダンスJr. ソロ3位
- 1999年（13歳）／第56回東京新聞主催舞踏コンクール モダンダンス ソロ3位
- 2000年（14歳）／第2回中野ダンスコンベンション ソロ2位
- 2002年（16歳）／松戸舞踏協会主催 最優秀新人賞・第35回埼玉全国舞踏コンクール モダンダンスJr. 朝日新聞社賞
- 2003年（17歳）／第36回埼玉全国舞踏コンクール モダンダンスJr. ソロ3位
- 2004年（18歳）／第37回埼玉全国舞踏コンクール モダンダンスJr. ソロ2位・第61回東京新聞主催舞踏コンクール モダンダンスJr. ソロ2位

## 出演（2005年〜2010年）
ミュージカル・ショー
- 2005年
  - 『GODSPELL』（東京芸術劇場 中ホール）
  - 『RED SHOES,BLACK STOCKINGS～彼と彼女が踊る理由～』（ル テアトル銀座）
- 2006年
  - 『泣かないで』（関内ホール、東京芸術劇場中ホール、兵庫県立芸術文化センター中ホール、グリーンホール相模大野）
  - 『AKURO〜悪路〜』（サンシャイン劇場）
- 2007年
  - 『SNOW RAINBOW』（品川プリンスホテル Club eX）
  - 『GOLDEN DREAM』（天王洲 銀河劇場）
  - 『MOON GLADE Vol.II』（恵比寿ガーデンプレイス ザ・ガーデンホール）
  - 『オレンジ・カーニバル』（品川プリンスホテル Club eX）
  - 『森は生きている』（シアター1010）
  - 『DANCE SYMPHONY』（天王洲 銀河劇場）
  - 『TANGO 2007 "RHAPSODY in AUTUMN"』（天王洲 銀河劇場）
- 2008年
  - 『＝クリスタルセレナーデ＝ 世界、七つの海を駆け抜ける Romantic St.Valentine Show』（品川プリンスホテル Club eX）
  - 『Swan』（銀座 博品館劇場）
  - 『夏の夜のロミオとジュリエット』（天王洲 銀河劇場）
  - 『TANGO 2008～タンゴ・アラベスク～』を天王洲 銀河劇場）
- 2009年
  - 『DIAMOND☆DOGS HAPPY VALENTINE LIVE SHOW』（原宿アストロホール）
  - 『SAKURA cha cha』（天王洲 銀河劇場）
  - 『SAMBA NIGHT』（銀座 博品館劇場）
  - 『Mr.PINSTRIPE 2009』（青山劇場）
  - 『オペラ・ド・マランドロ』（東京芸術劇場中ホール、中日劇場、梅田芸術劇場シアター・ドラマシティ、電力ホール）
  - 『Soul Fantasy』（韓国）
  - 『ちさりさいたる』（銀座 博品館劇場）
  - 『SWAN 2009』（新宿FACE）
  - 『Danse liberte* 2009』（目黒パーシモンホール 小ホール）
- 2010年
  - 『DANCE SYMPHONY 2010 – LOVE-』（東京芸術劇場 中ホール）
  - 『=PURE GALAXY= ST.VALENTINE NIGHT冬銀河の海で夢を見ましょうーーー。』（新宿FACE）
  - 『CLUB SEVEN 6th stage!』（天王洲 銀河劇場）
  - 『マスカレード』（銀座 博品館劇場）
  - 『ROCK'N JAM MUSICAL III』（紀伊國屋ホール）
  - 『夢のシャッフルナイト＝夏の夜、小さな夢咲くハッピータイム＝』（シアターグリーン BIG TREE THEATER）
  - 『BLUE & RED』（天王洲 銀河劇場）
  - 『夜想曲（ノクターン）GOLD』（銀座 博品館劇場）
  - 『ALTAR BOYZ（ORANGE）』（新宿FACE）
  - 『ALTAR BOYZ  TOUR FINAL』（新宿BLAZE）

ストレートプレイ・朗読劇
- 2006年
  - 『寝取られ宗介』（笹塚ファクトリー）
- 2008年
  - 『ラスト・シーン』（シアターグリーン BIG TREE THEATER）
- 2009年
  - 『美しき背徳＝ビューティフル マジック＝』（銀座 博品館劇場）
- 2010年
  - 『夏の夜の夢語り』（日本青年館 大ホール）

ライブ・イベント
- 2007年
  - 『D☆D 5th Anniversary Memorial Party』（ホテル椿山荘東京）
  - 『Summer Dinner Show 2007』（東京會舘 ローズルーム）
  - 『Christmas Dinner Show 2007』（品川プリンスホテル プリンスホール）
- 2008年
  - 『Summer Dinner Show 2008』（東京會舘 ローズルーム）
  - 『Christmas Dinner Show 2008』（品川プリンスホテル プリンスホール）
- 2009年
  - 『Summer Dinner Show 2009』（東京會舘 ローズルーム）
  - 『Christmas Dinner Show 2009』（品川プリンスホテル プリンスホール）
- 2010年
  - 『Summer Dinner Show 2010』（東京會舘 ローズルーム）
  - 『BIG SURPRISE』（新宿FACE）
  - 『Christmas Dinner Show 2010』（品川プリンスホテル プリンスホール）

映画
- 2009年
  - 『キラー・ヴァージンロード』

テレビ
- 2005年
  - 『アストロ球団 (テレビドラマ)』（ABN）

## 出演（2011年〜2015年）
ミュージカル・ショー
- 2011年
  - 『Soul Fantasy～秋から春へ～』(銀座 博品館劇場)
  - 『Doki Doki SAMBA NIGHT』(銀座 博品館劇場)
  - 『銀河英雄伝説＝外伝ミッターマイヤー・ロイエンタール編＝』(サンシャイン劇場)
  - 『Summer Storm』(天王洲 銀河劇場)
  - 『眠れぬ雪獅子』(世田谷パブリックシアター〜富山県民会館 大ホール〜兵庫県立芸術文化センター 阪急中ホール)
  - 『TANGO Doki Doki』(天王洲 銀河劇場)
  - 『Piaf～私は何も後悔しない エディット・ピアフ その愛の軌跡～』(日本橋三井ホール)
- 2012年
  - 『ALTAR BOYZ 2012(ORANGE)』(新宿FACE)
  - 『ALTAR BOYZ 2012 東京追加公演』(新宿BLAZE)
  - 『ALTAR BOYZ DIAMOND☆DOGS～White day's SPECIAL PLAY～』(新宿BLAZE)
  - 『TEN STEPS』(銀座 博品館劇場)
  - 『MUSICAL コードギアス 反逆のルルーシュ〜魔人に捧げるプレリュード〜』(天王洲 銀河劇場)
  - 『薔薇降る夜に蒼き雨降る』(天王洲 銀河劇場)
  - 『Dancing Freedom』(かめありリリオホール)
- 2013年
  - 『MOON LIGHT』(銀座 博品館劇場)
  - 『DANCE SYMPHONY 2013～Beautiful～』(東京芸術劇場 プレイハウス〜サンケイホールブリーゼ〜名鉄劇場)
  - 『ど～ん！とDancing』(六行会ホール)
  - 『マスカレード 2013』(天王洲 銀河劇場)
  - 『ODYSSEY』(新宿FACE)
  - 『VENETIAN RED』(銀座 博品館劇場)
  - 『MUSICAL コードギアス 反逆のルルーシュ A-LIVE』(シアターGロッソ)
  - 『ROKUJO／BEAT GENERATION 小品集』(かめありリリオホール)
  - 『PASSION KURENAI』(銀座 博品館劇場)
  - 『THE SHINSENGUMI』(天王洲 銀河劇場)
- 2014年
  - 『BLUE WHITE～神が降らしめた至福のサウンド〜バッハが舞う・舞う・舞う…』(青山円形劇場)
  - 『COLORS』(銀座 博品館劇場)
  - 『DANCE MAGIC』(銀座 博品館劇場)
  - 『Fabulous Revue Boys II』(築地本願寺 ブディストホール)
  - 『Dramatic Musical Collection』(天王洲 銀河劇場〜サンケイホールブリーゼ)
  - 『サロメ』(シアター1010)
  - 『ファウスト・オデッセイア』(銀座 博品館劇場)
  - 『Fabulous Revue Boys IV』(築地本願寺 ブディストホール)
- 2015年
  - 『FUNNY』(銀座 博品館劇場)
  - 『Rock Ballet 義経～悲しき愛と美しい死の物語〜』(六行会ホール)
  - 『マスカレード～Final』(天王洲 銀河劇場〜サンケイホールブリーゼ)
  - 『Dramatic Musical Collection 2015』(天王洲 銀河劇場)
  - 『マスカレード』(上海浅水湾芸術センター 大劇場)
  - 『THE SHINSENGUMI 2015』(天王洲銀河劇場〜サンケイホールブリーゼ)
  - 『DANCE SYMPHONY～最終楽章～』(東京芸術劇場 プレイハウス〜サンケイホールブリーゼ)
  - 『la vie d'amour～シャンソンに誘われて～』(草月ホール)
  - 『Again…Shangri-La』(銀座 博品館劇場)

ストレートプレイ
- 2013年
  - 『爛れた熱情』(東京芸術劇場 シアターウエスト)
- 2014年
  - 『Blue Holiday～湖の畔の最後の晩餐～』(シアターグリーン BIG TREE THEATER)
- 2015年
  - 『Deadline Brothers』(シアターグリーン BIG TREE THEATER)

ライブ・イベント
- 2011年
  - 『HI FLY HIGH』(赤坂BLITZ)
  - 『Summer Dinner Show 2011』(東京會舘 ローズルーム)
  - 『第十二回アジア芸術祭』(中国・重慶)
  - 『WALTZING11』(赤坂BLITZ)
  - 『Christmas Dinner Show 2011』(品川プリンスホテル プリンスホール)
- 2012年
  - 『St. Valentine's day SPECIAL TALK SHOW』(新宿FACE)
  - 『Anniversary 10th』(横浜BLITZ)
  - 『Century Special Summer Dinner Show 2012』(東京會舘 ローズルーム)
  - 『Christmas Dinner Show 2012』(品川プリンスホテル プリンスホール)
- 2013年
  - 『Happy New Year Live〜One〜』(横浜BLITZ)
  - 『KI-YO Cherry Blossom Tour 2013』(六本木STB139)
  - 『Summer Dinner Show 2013』(東京會舘 ローズルーム)
  - 『My Place』(赤坂BLITZ)
  - 『Christmas Dinner Show 2013』(品川プリンスホテル プリンスホール)
- 2014年
  - 『Au Revoir TOKYO KAIKAN～また逢う日まで～DIAMOND☆DOGS Summer Dinner Show 2012』(東京會舘 ローズルーム)
  - 『BEAT CARNIVAL』(赤坂BLITZ)
  - 『Christmas Dinner Show 2014』(品川プリンスホテル プリンスホール)
- 2015年
  - 『Happy New Year Live』(新宿ReNY)
  - 『ちだきくお＆小浜島ばあちゃん合唱団コンサート 歌って 踊って 笑って お祭りさ小浜島』(品川プリンスホテル Club eX)
  - 『Summer Dinner Show 2015』(ホテル日航東京)
  - 『KBG84～おばあウィルビーバック～』(品川プリンスホテル Club eX)
  - 『Rhapsody Be One』(赤坂BLITZ)
  - 『Christmas Dinner Show 2015』(ホテルグランドパレス)

テレビ
- 2011年
  - 『MADE IN BS JAPANアジア❤スキ』(BSジャパン) 火曜日レギュラー

書籍
- 2015年
  - 『筋肉男子』(主婦の友社)

## 出演・振付（2016年〜2020年）
ミュージカル・ショー
- 2016年
  - 『CHOCO DREAM』（銀座 博品館劇場）
  - 『Fabulous Revue Boys vol.9 ラテンパッショネイト〜Gaudium！2〜』（築地本願寺 ブディストホール）
  - 『RHYTHM RHYTHM RHYTHM』（天王洲 銀河劇場）
  - 『DANCE  MAGIC 2016』（銀座 博品館劇場）
  - 『Fabulous Revue Boys vol.10 ザ・レビュー Extravaganza』（築地本願寺 ブディストホール）
  - 『カルメン』（草月ホール）
  - 『Dramatic Musical Collection 2016』（天王洲 銀河劇場）
  - 『BOLERO-モザイクの夢-』（天王洲 銀河劇場）
  - 『la vie d'amour 2016～シャンソンに誘われて～』（草月ホール）
  - 『Silver Star,Silver Moon,Silver Snow』（銀座 博品館劇場）
- 2017年
  - 『Fabulous Revue Boys vol.13 Spring Jubilee』（築地本願寺 ブディストホール）
  - 『Fabulous Revue Boys vol.14 Dream Selection』（川崎市アートセンター アルテリオ小劇場）
  - 『HAPPY! HAPPY! HAPPY!』（銀座 博品館劇場）
  - 『WILDe BEAUTY』（天王洲 銀河劇場）
  - 『SWAN 2017』（シアター1010）
  - 『サロメ』（シアター1010）
- 2018年
  - 『White Labyrinth』（天王洲 銀河劇場）
  - 『Romale 〜ロマを生き抜いた女カルメン〜』（東京芸術劇場 プレイハウス〜梅田芸術劇場シアター・ドラマシティ）
  - 『FLAMENCO マクベス 〜眠りを殺した男〜』（シアター1010）
  - 『DRAMATIC MUSICAL COLLECTION 2018』（銀座 博品館劇場）
  - 『Beautiful Dreaming Last Show』（銀座 博品館劇場）
  - 『Winnie-the-Pooh!もうひとつの物語。』（銀座 博品館劇場）
  - 『Fabulous Revue Boys VOL.19〜アムール エトワール〜』（川崎市アートセンター アルテリオ小劇場）
  - 『ダンスカンタービレ2018』（銀座 博品館劇場）※ゲスト出演
  - 『Fabulous Revue Boys VOL.20〜アデュー・モーメント〜』（川崎市アートセンター アルテリオ小劇場）
- 2019年
  - 『イヴ・サンローラン』（よみうり大手町ホール〜兵庫県立芸術文化センター 阪急 中ホール）
  - 『ヴァレンタインに逢いましょう』（銀座 博品館劇場）
  - 『ODYSSEY』（銀座 博品館劇場）
  - 『Fabulous Revue Boys VOL.24〜PRESTIGE プレステージュ〜』（川崎市アートセンター アルテリオ小劇場）
- 2020年
  - 『モーツァルトはかく語りき―オレは誰だ!!―』（銀座 博品館劇場）
  - <延期2020年①[4]>『This is 大奥』（クールジャパンパーク大阪TTホール、ヒューリックホール東京）
  - <延期2020年②[5]>『SAMBA NIGHT 2020』（銀座 博品館劇場）
  - 『Dramatic Musical Collection 2020』（銀座　博品館劇場）
  - 『10carats Fabulous Revue Boys　Vol.25』パッショネイトライブリーSun! Sole! Soliel！～サン！ ソーレ！ ソレイユ！～（川崎市アートセンターアルテリオ小劇場）

ストレートプレイ
- 2016年
  - 『三曲合奏〜Around the World〜』（恵比寿・エコー劇場）
- 2017年
  - 『僕らのピンクスパイダー』（紀伊國屋ホール）
  - 『THE TIME』（新宿シアターモリエール）
- 2018年
  - 『宝塚BOYS』（東京芸術劇場 プレイハウス〜日本特殊陶業市民会館 ビレッジホール〜久留米シティプラザ ザ・グランドホール〜サンケイホールブリーゼ）
  - 『洒脱〜ShaDatsu〜』（新宿シアターモリエール）
- 2019年
  - 『浮遊するfitしない者達』（俳優座劇場）
- 2020年
  - <中止2020年①[6]>『僕らの深夜高速2020』（新国立劇場 小劇場）
  - 『グッバイ・エイリアン』Monkey Works Vol.4（作：木下半太、脚色・演出：笠原哲平、2020年7月8日 - 12日、草月ホール）

ライブ・イベント
- 2016年
  - 『Happy New Year Live 2016』（新宿ReNY）
  - 『中国節 China Festival』（六本木ヒルズアリーナ）
  - 『Summer Dinner Show 2016』（ヒルトン東京お台場 ペガサス）
  - 『infinite』（赤坂BLITZ）
  - 『Christmas Dinner Show 2016』（ホテルグランドパレス ダイヤモンドルーム）
- 2017年
  - 『Happy New Year Live 2017』（新宿ReNY）
  - 『龍真咲ディナーショー MUSE』（パレスホテル東京2F 宴会場 葵〜ホテル阪急インターナショナル4F 宴会場 紫苑の間）
  - 『Summer Dinner Show 2017』（ヒルトン東京お台場 ペガサス）
  - 『DIAMOND☆DOGS 15周年記念パーティー』（ホテル椿山荘東京）
  - 『Christmas Dinner Show 2017』（ホテルグランドパレス ダイヤモンドルーム）
- 2018年
  - 『Happy New Year Live 2018』（新宿ReNY）
  - 『輪舞 RONDO』（赤坂BLITZ）
  - 『Special Dinner Show〜Destiny  愛は時を超えて〜』（ホテルモリノ新百合丘）
  - 『吉田兄弟 太平之夜音乐会』（上海）※友情出演
- 2019年
  - 『MANA-HOLIC～Asaka Manato concert 2nd～』（ヒューリックホール東京）
  - 『DIAMOND☆DOGS クリスマスディナーショー2019』（ホテルグランドパレス ダイヤモンドルーム）
- 2020年
  - 『Happy New Year Live 2020』（新宿ReNY）
  - 『Carnevale Di Venezia 2020』（サン・マルコ広場 Piazza San Marco, Venezia）
  - 『DIAMOND☆DOGS クリスマスディナーショー2020』（ホテルグランドパレス ダイヤモンドルーム）

振付
- 2018年
  - 宝塚歌劇団 雪組公演『Gato Bonito!』（宝塚大劇場〜東京宝塚劇場）
  - 『Winnie-the-Pooh!もうひとつの物語。』（銀座 博品館劇場）
- 2019年
  - 宝塚歌劇団 月組公演『クルンテープ 天使の都』（宝塚大劇場〜東京宝塚劇場）
  - 宝塚歌劇団 宙組公演『アクアヴィーテ 生命の水』（宝塚大劇場〜東京宝塚劇場）

## 出演・振付（2021年〜2025年）
ミュージカル・ショー
- 2021年
  - 『This is 大奥』（ヒューリックホール東京、<中止2021年③[7]>クールジャパンパーク大阪TTホール）
  - 『Promise You』（銀座 博品館劇場）
  - 『ODYSSEY2021』（銀座 博品館劇場）
  - 『SHUNPU GAIDEN-春風外伝2021』（新国立劇場 中劇場）
  - 『夜想曲ノクターン』（銀座 博品館劇場）
- 2022年
  - 『White Valentine Show』（銀座 博品館劇場）<変更2022年①[8]>
  - 『SAMBA NIGHT 2022』（銀座 博品館劇場）
  - 『Dramatic Musical Collection 2022』（銀座 博品館劇場）
- 2023年
  - 『CLUB SEVEN 20th Anniversary』（シアタークリエ〜全国3都市）
  - 『Le Pont de l’Espoir』（銀座 博品館劇場）
- 2024年
  - 『ヒプノシスマイク-Division Rap Battle-』Rule the Stage -New Encounter- 天国獄 役（品川プリンスホテル ステラボール、COOL JAPAN PARK OSAKA WWホール）
  - 『舞台サイボーグ009』(日本青年館ホール)
  - 『ヒプノシスマイク-Division Rap Battle-』Rule the Stage -Grateful Cypher- （TOKYO DOME CITY HALL）
  - E-Stage Topia Produce 音楽劇『トランスミラー』（新宿村LIVE）

- 2025年
  - DIAMOND☆DOGS『White Valentine Show 2025 connect』（博品館劇場・3月26日-3月30日）
  - 『LOVE LOVE de SHOW 2025』（I’M A SHOW・6月5日-6月12日）
  - 『ダンスカンタービレ 2025 ～VIOLET～』（博品館劇場・7月30日-8月6日）-出演・演出・振付
  - 『ヒプノシスマイク -Division Rap Battle-』 Rule the Stage 《Buster Bros!!! ＆ Bad Ass Temple feat. 糸の会 ＆ WESTEND-MAFIA》（Kanadevia Hall）[9]
  - 『サイボーグ009 -13番目の追跡者-』(品川プリンスホテル ステラボール・2025年11月14日 - 24日) - スカール役[10]

ストレートプレイ
- 2022年
  - <中止2022年①> [11]>『続・猫と犬と約束の燈』（新国立劇場　小劇場）
  - 『オレンジノート』Monkey Works Vol.8（脚本・演出：笠原哲平、2022年8月24日 - 28日、六行会ホール）
- 2023年
  - 『猫と犬と約束の燈～2023編～』（こくみん共済coopホール スペース・ゼロ）

ライブ・イベント
- 2021年
  - 『Happy Valentine Theater』（新宿ReNY）
  - 『ニューアルバム リリース記念ファンイベント2021＠Memorial Hotel Grand Palace』（ホテルグランドパレスダイヤモンドルーム）
- 2022年
  - 『Happy New Year Live 2022』（新宿ReNY）
- 2023年
  - 『Happy New Year Live 2023』（新宿ReNY）
  - 『CLUB SEVEN 20th ANNIVERSARY PARTY』（帝国ホテル）
  - 『20th Anniversary Rio Asumi sings dramas ヴォイス・イン・ブルー』（東京国際フォーラムホールC、梅田芸術劇場メインホール）
  - 『DIAMOND☆DOGS 20th Anniversary Sunshine Paradise』（銀座 博品館劇場）
- 2024年
  - ネルケプランニング30th ANNIVERSARY『ネルフェス2024』(日本武道館)
  - 中塚皓平『Special talk event2024』【スペシャルゲスト　<1部>喜史川大私　<2部>咲山類】（GOTANDA G＋）
- 2025年
  - Happy New Year Live2025 「The Beginning」（新宿ReNY）
  - 『ヒプノシスマイク -Division Rap Battle-』Rule the Stage《Hypnosis Delight Fes.》（Kanadevia Hall）[12]

振付
- 2021年
  - <中止2021年① [13] >『IF/THEN』（日比谷シアタークリエ）
  - 『ALTAR BOYZ』（新宿Face、恵比寿ガーデンプレイス）<一部中止2021年② [14] >
  - 宝塚歌劇団 宙組公演『アクアヴィーテ 生命の水』（全国ツアー）
- 2022年
  - 『シュレック・ザ・ミュージカル トライアウト公演』（東京建物Brillia HALL）
- 2023年
  - 『シュレック・ザ・ミュージカル』（日本青年館ホール）
  - 『ALTAR BOYZ』（新宿Face、恵比寿ザ・ガーデンホール）
  - 柚香光 スペシャルコンサート『BE SHINING!!』（昭和女子大学人見記念講堂、神戸国際会館こくさいホール）
- 2024年
  - 宝塚歌劇団 雪組公演『Gato Bonito!』（全国公演）

## 出演（2026年〜）
ミュージカル・ショー
- 2026年
  - 『ヒプノシスマイク -Division Rap Battle-』Rule the Stage《Division Jam Tour》vol.2（1月〈予定〉）[15]

## ディスコグラフィ
※ビクターエンタテインメントより、DIAMOND☆DOGSとしてリリースした作品のみ記載
シングル
- 『カルナバル～禁じられた愛』（2011年5月11日発売）[16]
- 『ひらり、Ageha』（2011年8月31日発売）

アルバム
- 『DIAMOND☆DOGS』（2012年3月21日発売）[17]
- 『ONE』（2013年3月27日発売）

DVD
- 『DIAMOND☆DOGS 10th Anniversary DVD ～GOLD～』（2012年9月19日発売）
- 『DIAMOND☆DOGS 10th Anniversary DVD ～SILVER～』（2012年9月19日発売）
- 『DIAMOND☆DOGS 2013 Happy New Year Live！ ONE』（2013年3月27日発売）

ダウンロード
- 『運命 -SADAME-』（2013年3月20日配信）